# Felice Herrig
Felice Nicole Herrig (Buffalo Grove, 18 de setembro de 1984) é uma lutadora estadunidense de kickboxing, Muay Thai e artes marciais mistas. Ela começou sua carreira praticando kickboxing e Muay Thai, antes da transição para o MMA, em 2009. Em setembro de 2011, ela assinou um contrato multi-luta com o XFC na Flórida.
Ela luta atualmente compete na divisão Peso Palha do UFC, onde ela é atualmente a lutadora peso-palha feminino # 9 do ranking no mundo de acordo com o Unified Women's MMA Rankings.

## Carreira no Kickboxing
Antes de Felice "Lil 'Bulldog" Herrig migrar para o MMA, Herrig construiu um cartel no kickboxing profissional de 23-5. Ela é atualmente a número 2 do mundo na IKF (Federação Internacional de Kickboxing) Pro Women’s Muay Thai Bantamweight Division.
Como uma profissional de kickboxer, Herrig ganhou o Título da International Kickboxing Federation Pro Muay Thai United States Bantamweight. Ela ganhou o título em 15 de Novembro de 2008, em Chicago, Illinois, EUA, quando ela derrotou Katie Meehan, por decisão unânime, 49-46, 48-47 e 49-46.
Quando amadora, ela foi campeã do Torneio da IKF.
Em 21 de agosto de 2005, em Orlando, Florida, EUA, Herrig tornou-se campeã do torneio IKF North American Classic Amateur Full Contact Rules Bantamweight 2005, quando ela derrotou Terri French no Little Rock, Arkansas, EUA, por decisão unânime (os 3 juízes marcaram 30-27).
Em 30 de Julho de 2006, em Cedar Rapids, Iowa, EUA, Herrig defendeu seu título mundial no IKF Tournament 2006, quando ela derrotou Stacy Chung de Thunder Bay, Ontário, Canadá por decisão unânime (os 3 juízes marcaram 29-28).
Ela também competiu no World Combat League, treinando na equipe St. Louis Enforcers.

## Carreira no MMA
Herrig apareceu na Fight Girls em 2007 no Oxygen Channel e venceu sua luta na Tailândia contra uma campeã tailandesa. Mais tarde, ela foi programada para aparecer em outro reality show sobre MMA feminino chamado Ultimate Women Challenge.
Herrig enfrentou Iman Achhal no UWC: Man "O" War, em 21 de Fevereiro de 2009, em sua estréia no MMA. Ela perdeu a luta por decisão dividida.
Ela enfrentou Michele Gutierrez no Unconquered 1: November Reign, em 20 de Novembro de 2009, e ganhou a luta por finalização (armlock) no segundo turno.
Herrig enfrentou Jessica Rakoczy no Bellator 14 em 15 de abril de 2010. Ela ganhou a luta por decisão dividida.
Herrig enfrentou Amanda Lavoy no XFO 37, em 4 de dezembro de 2010. Ela venceu a luta por finalização (armlock) no primeiro round.
Em 14 de janeiro de 2011, Herrig enfrentou Barb Honchak no Hoosier Fight Club 6: New Years Nemesis em Valparaiso, Indiana. Ela perdeu a luta por decisão unânime.
Herrig enfrentou Andrea Miller no Chicago Cagefighting Championship 3, em 5 de março de 2011. Ela venceu a luta por nocaute técnico no primeiro round.
Herrig enfrentou Nicdali Rivera-Calanoc no XFO 39, em 13 de Maio de 2011, no Centro Sears em Hoffman Estates, Illinois. Ela venceu a luta por decisão unânime.
Sua luta marcada contra a invicta Kelly Warren no Fight Tour em 20 de agosto de 2011 foi cancelada, porque Warren pesou 7 libras acima do peso.
Herrig enfrentou Carla Esparza no XFC 15: Tribute em 2 de Dezembro de 2011, em Tampa, Florida. Ela foi derrotada por decisão unânime.
Em 13 de abril de 2012, Herrig enfrentou Patricia Vidonic no XFC 17: Apocalypse, em Jackson, Tennessee. Ela derrotou Vidonic por decisão unânime.
Herrig enfrentou Simona Soukupova no XFC 19: Charlotte Showdown, em 3 de agosto de 2012. Ela derrotou Soukupova por decisão unânime.
Herrig estava programada para retornar ao Bellator para enfrentar Michele Gutierrez em uma revanche no Bellator 84, em 14 de dezembro de 2012. No entanto, Gutierrez retirou-se da luta em 01 de dezembro e Herrig competiu em uma revanche contra Patricia Vidonic. Ela ganhou a luta por decisão unânime.
Depois, Herrig competiu contra Heather Clark no Bellator 94, em 28 de março de 2013. Ela ganhou a luta por decisão dividida. A luta terminou de forma controversa, quando ouviu o sino final de sua vitória, Herrig desencadeou um grito de comemoração no rosto de sua adversária, que respondeu com um soco após a luta. Herrig revidou com um contra-golpe, com isso, as duas foram contidas.

### Invicta Fighting Championships
Em 13 de agosto de 2013, foi anunciado que Herrig tinha assinado um contrato multi-luta com o Invicta Fighting Championships. Ela enfrentou Tecia Torres no Invicta FC 7, em 07 de dezembro de 2013 e perdeu a luta por decisão unânime.

### Ultimate Fighting Championship

#### The Ultimate Fighter
Em 11 de dezembro de 2013, foi anunciado que Herrig tinha assinado com o UFC, junto com outras dez lutadoras peso-palha para competir na 20° temporada do The Ultimate Fighter, que iria coroar a primeira campeã Peso Palha feminina do UFC.
Herrig foi a sexta lutadora do time do treinador Anthony Pettis.  Ela enfrentou sua rival Heather Jo Clark em uma revanche na fase preliminar do torneio. Herrig novamente venceu a luta por decisão unânime. Ela perdeu para Randa Markos por finalização nas quartas de final.

#### Depois doTUF
A primeira luta de Herrig após o The Ultimate Fighter foi contra Lisa Ellis, no The Ultimate Fighter: A Champion Will Be Crowned Finale, em 12 de dezembro de 2014. Ela ganhou a luta por finalização no segundo round.
Herrig enfrentou Paige VanZant, em 18 de abril de 2015, no UFC on Fox: Machida vs. Rockhold. Ela perdeu a luta por decisão unânime.
Herrig enfrentou a compatriota Kailin Curran em 23 de Julho de 2016 no UFC on Fox: Holm vs. Shevchenko. Ela venceu o combate por finalização mata-leão ainda no primeiro round, que lhe rendeu o bônus de Performance da Noite.

## Cartel no MMA
| Cartel no MMA   |             |            |
| 23 lutas        | 14 vitórias | 9 derrotas |
| Por nocaute     | 1           | 0          |
| Por finalização | 4           | 1          |
| Por decisão     | 9           | 8          |

| Res.    | Cartel | Oponente               | Método                       | Evento                                           | Data       | Round | Tempo | Local                     | Notas                 |
| ------- | ------ | ---------------------- | ---------------------------- | ------------------------------------------------ | ---------- | ----- | ----- | ------------------------- | --------------------- |
| Derrota | 14-9   | Virna Jandiroba        | Finalização (chave de braço) | UFC 252: Miocic vs. Cormier 3                    | 15/08/2020 | 1     | 4:    | Las Vegas, Nevada         |                       |
| Derrota | 14-8   | Michelle Waterson      | Decisão (unânime)            | UFC 229: Khabib vs. McGregor                     | 06/10/2018 | 3     | 5:00  | Las Vegas, Nevada         |                       |
| Derrota | 14-7   | Karolina Kowalkiewicz  | Decisão (dividida)           | UFC 223: Khabib vs. Iaquinta                     | 07/04/2018 | 3     | 5:00  | Brooklyn, Nova Iorque     |                       |
| Vitória | 14-6   | Cortney Casey          | Decisão (dividida)           | UFC 218: Holloway vs. Aldo II                    | 02/12/2017 | 3     | 5:00  | Detroit, Michigan         |                       |
| Vitória | 13-6   | Justine Kish           | Decisão (unânime)            | UFC Fight Night: Chiesa vs. Lee                  | 25/06/2017 | 3     | 5:00  | Cidade de Oklahoma        |                       |
| Vitória | 12-6   | Alexa Grasso           | Decisão (unânime)            | UFC Fight Night: Bermudez vs. Korean Zombie      | 04/02/2017 | 3     | 5:00  | Houston, Texas            |                       |
| Vitória | 11-6   | Kailin Curran          | Finalização (mata leão)      | UFC on Fox: Holm vs. Shevchenko                  | 23/07/2016 | 1     | 1:59  | Chicago, Illinois         | Performance da Noite. |
| Derrota | 10-6   | Paige VanZant          | Decisão (unânime)            | UFC on Fox: Machida vs. Rockhold                 | 18/04/2015 | 3     | 5:00  | Newark, New Jersey        |                       |
| Vitória | 10-5   | Lisa Ellis             | Finalização (chave de braço) | The Ultimate Fighter: A Champion Will Be Crowned | 12/12/2014 | 2     | 3:05  | Las Vegas, Nevada         |                       |
| Derrota | 9-5    | Tecia Torres           | Decisão (unânime)            | Invicta FC 7                                     | 07/12/2013 | 3     | 5:00  | Kansas City, Missouri     |                       |
| Vitória | 9-4    | Heather Jo Clark       | Decisão (dividida)           | Bellator 94                                      | 28/03/2013 | 3     | 5:00  | Tampa, Florida            |                       |
| Vitória | 8-4    | Patricia Vidonic       | Decisão (unânime)            | Bellator 84                                      | 03/08/2012 | 3     | 5:00  | Hammond, Indiana          |                       |
| Vitória | 7-4    | Simona Soukupova       | Decisão (unânime)            | XFC 19: Charlotte Showdown                       | 03/08/2012 | 3     | 5:00  | Charlotte, North Carolina |                       |
| Vitória | 6-4    | Patricia Vidonic       | Decisão (unânime)            | XFC 17: Apocalypse                               | 13/04/2012 | 3     | 5:00  | Jackson, Tennessee        |                       |
| Derrota | 5-4    | Carla Esparza          | Decisão (unânime)            | XFC 15: Tribute                                  | 02/12/2011 | 3     | 5:00  | Tampa, Florida            |                       |
| Vitória | 5-3    | Nicdali Rivera-Calanoc | Decisão (unânime)            | Xtreme Fighting Organization 39                  | 13/05/2011 | 3     | 5:00  | Hoffman Estates, Illinois |                       |
| Vitória | 4-3    | Andrea Miller          | Nocaute Técnico (socos)      | Chicago Cagefighting Championship 3              | 05/05/2011 | 1     | 3:30  | Villa Park, Illinois      |                       |
| Derrota | 3-3    | Barb Honchak           | Decisão (unânime)            | Hoosier Fight Club 6: New Years Nemesis          | 14/01/2011 | 3     | 5:00  | Valparaiso, Indiana       |                       |
| Vitória | 3-2    | Amanda LaVoy           | Finalização (chave de braço) | Xtreme Fighting Organization 37                  | 04/12/2010 | 1     | 3:35  | Chicago, Illinois         |                       |
| Vitória | 2-2    | Jessica Rakoczy        | Decisão (dividida)           | Bellator 14                                      | 15/04/2010 | 3     | 5:00  | Chicago, Illinois         |                       |
| Vitória | 1-2    | Michele Gutierrez      | Finalização (chave de braço) | Unconquered 1: November Reign                    | 20/11/2009 | 2     | 2:03  | Coral Gables, Florida     |                       |
| Derrota | 0-2    | Valerie Coolbaugh      | Decisão (dividida)           | Xtreme Fighting Organization 29                  | 17/04/2009 | 3     | 5:00  | Lakemoor, Illinois        |                       |
| Derrota | 0-1    | Iman Achhal            | Decisão (dividida)           | UWC: Man "O" War                                 | 21/02/2009 | 3     | 5:00  | Fairfax, Virginia         |                       |

### Cartel no TUF
| Res.    | Cartel | Oponente         | Método                | Evento                                           | Data       | Round | Tempo | Local             | Notas                    |
| ------- | ------ | ---------------- | --------------------- | ------------------------------------------------ | ---------- | ----- | ----- | ----------------- | ------------------------ |
| Derrota | 1–1    | Randa Markos     | Finalização (armlock) | The Ultimate Fighter: A Champion Will Be Crowned | 19/11/2014 | 1     | 2:46  | Las Vegas, Nevada | TUF 20 Quartas de final  |
| Vitória | 1–0    | Heather Jo Clark | Decisão (unânime)     | The Ultimate Fighter: A Champion Will Be Crowned | 22/10/2014 | 2     | 5:00  | Las Vegas, Nevada | TUF 20 Luta eliminatória |

## Aparições na mídia
Herrig é um personagem jogável no jogo de vídeo Supremacy MMA para Xbox 360 e PlayStation 3.
Também apareceu na temporada 2015 do Programa Guerreiro Ninja Americano (American Ninja Warrior).